# Кульчукское городище
Кульчукское городище (другое название Красный холм, или Тамирак) — греко-скифское древнее городище расположенное в западной части Крыма, в 2,5 км южнее села Громово.

## Расположение
Городище Кульчук находится на побережье Чёрного моря, на Тарханкутском выступлении в Северо-Западном Крыму, на месте бывшего села Джага-Кульчук (впоследствии Лазурное). Это было крупнейшее городище этой части Крыма (площадь, уцелевшая после размыва — 1,5 гектара и более 2 гектаров могильника).
Находясь на утесе (11 метров над морем), поселение с 3 сторон имело естественную рельефную защиту (с двух сторон глубокие балки, а с запада омывалось морем).
Известный ученый-археолог Павел Шульц, после детальных исследований и изучения древнегреческих манускриптов локализовал на этом месте древний городище Тамирака, которое упоминали: Страбон (Strabo, VII, 3, 19), Клавдий Птолемей (III, 5, 2), Арриан (Arr. PPE, 32 (2OH) и Стефан Византийский.

## Основания городища
Согласно археологическим слоям, ученые, археологи и историки считают, что первое поселение на Красном холме возникло где-то в IV веке до н. э. и именно в это время вся прибрежная полоса Северо-Западного Крыма с городом Керкинитидой были присоединены к Херсонесскому государству. Попав под опеку мощного мегаполиса можно было не бояться длительных набегов кочевников и опустошения этих земель, с тех времен и началось бурное развитие этих мест. Многочисленные поселенцы выбирали себе наделы, наиболее плодородные земли были размежеваны и началось их активное сельскохозяйственное освоение, херсонесцы строят десятки новых поселений. Обычно это были сельскохозяйственные усадьбы, укрепленные поселения, их жители занимались хлебопашеством, виноделием и скотоводством. Следовательно, главным богатством этой земли были хлеб и вино, которые продавали в Херсонес и Керкинитиду, а уже оттуда переправляли в другие греческие центры, благодаря этому, в конце IV—III века до нашей эры Северо-Западный Крым стал житницей Херсонесского государства.
Вообще, в те давние времена, морские пути были самыми безопасными и самыми быстрыми для перевозки грузов и торговли. Поэтому греческие города-колонии образовывались, в основном, по побережью. А став большими мегаполисами, они развивали свои сельскохозяйственные провинции. Таким же образом действовали управляющие Херсонеса, заложив немало поселений на дальней хоре (были сооружены укрепления, усадьбы, размежеваны наделы, зазеленели виноградники и сады), одно из которых и было Кульчукское.
С первой археологической вылазки, в 1929 году, на побережье Тарханкута было найдено немало артефактов, по которым можно определить хронологию существования городища и вероятное время основания. Так, в подъемном материале и в перекопе были обнаружены фрагмент пухлогорлой тары Хиоса и ножка амфоры из Пепарета, которые ходили в быту первых поселенцев на рубеже V—IV вв. до нашей эры, следовательно, эти даты стали отправной точкой для основания поселения.

## Археологические особенности
Кульчуковское городище не было в числе наиболее исследованых, поэтому современные археологи все чаще снаряжают сюда экспедиции, и давний Тамарик раскрывается перед ними. Подытоживая те многочисленные находки и анализируя материал, ученые пришли к выводу, что археологическую хронологию можно разделить на три этапа: греческий, скифский и ранне-средневековый (сарматский).
Стратиграфически археологический раскоп выглядит следующим образом:
- Сверху внушительный слой гумуса (от 1 до 2 метров);
- Затем идет слой серо-золистой суспензии с каменными завалами ранне-средневекового времени (Салтовская культура);
- Ниже немалый позднескифский горизонт (выявлено немало стен и помещений, завершается слоем золы, вероятно, от пожара и разрушения);
- Самый нижний культурный слой относится к греческой культуре, само существование поселения удаленной хоры Херсонеса Таврического.

### Греческое поселение

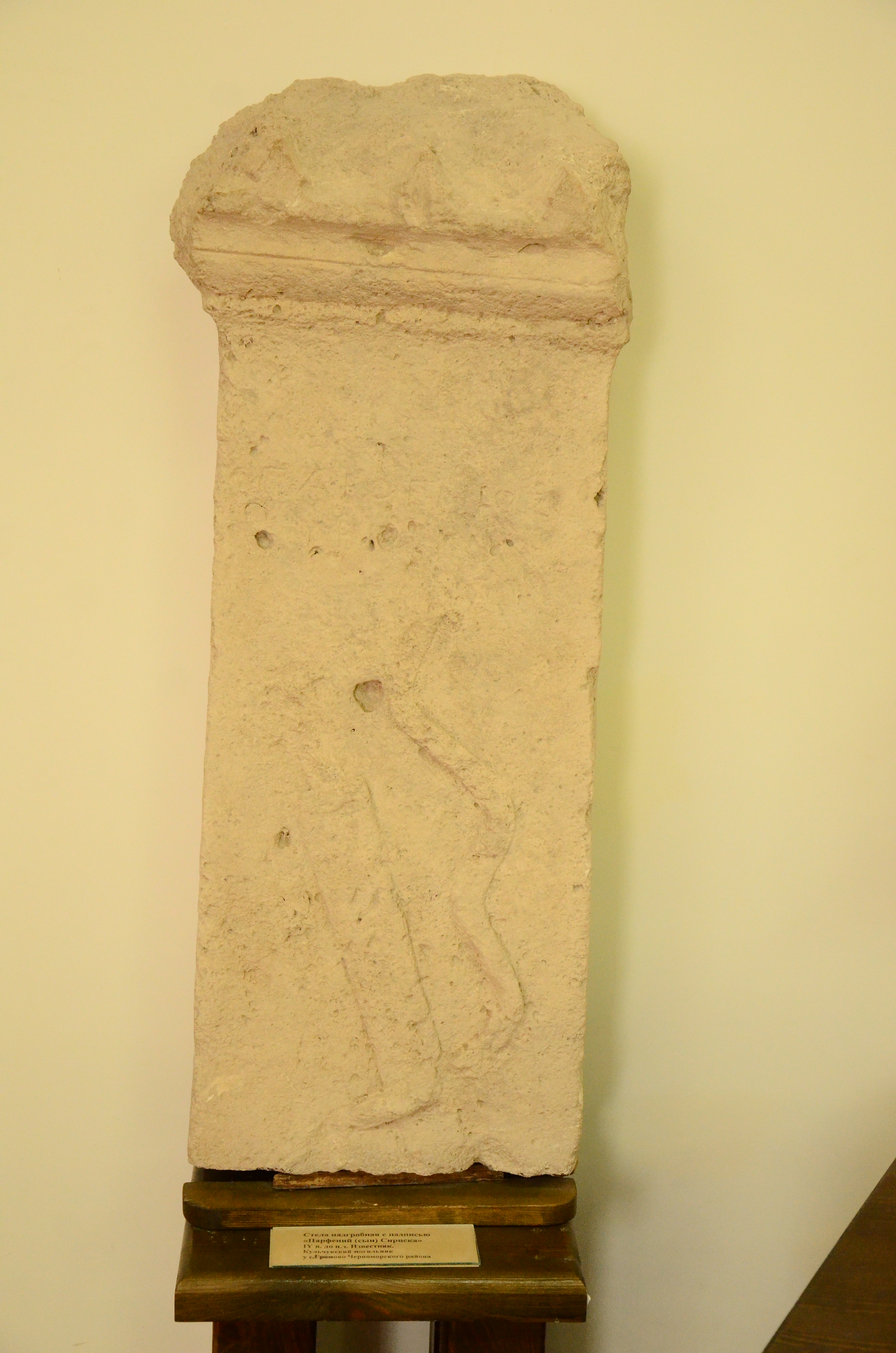
Стелла надгробная с надписью Парфений (сын) Сириска IV в. до н. э. Известняк Кульчукский могильник у села Громово Черноморского района Евпаторийский краеведческий музей.

Древнейшие культурные пласты, найденные археологами, относятся к периоду поселения греков на этом месте. Были обнаружены несколько полуземлянок (овальные углубления в земле), половина из которых уничтожены абразией. Все остатки сооружений, которые сохранились, имеют длину от 2,5 до 4 метров и глубину 0,35 — 0,70 метров. Первыми находками на этом месте, которые определяют время основания поселения является: обломки амфор Хиоса, Гераклеи, Синопа и элементы гончарной керамики, найдены в насыпи полуземлянок (IV век до нашей эры).
Больше всего находок приходится на время формирования греческого укрепления: построения башни, стен и усадеб (хотя часть из них снижена размывом берега, но общую картину самого городища ученые смогли определить). Сама башня была квадратная (9*9 метров) с глинобитным полом и стенами в 1,10 г — толщины. Зерновые ямы грушевидные. На юге городища, на обрыве, нашли остатки греческого капища — эсхара, в яме которого немало золы с большим количеством обломков жаровен, пережженных костей животных, птиц, рыб, фрагментов посуды (чернолаковая керамика). Некрополь городища датируется последней четвертью IV века до нашей эры.
Последние греки-поселенцы оставили после себя укрепленную усадьбу с башней, которые обнесены протитаренным поясом и защитными стенами (по периметру) херсонесского типа и составлены из квадров с пиронами и рустами (разобрав стены башни и стен, что остались от их предшественников). После исследования археологи определились, что усадьба возникла в первой четверти III века до нашей эры и просуществовала до первой половины II века до нашей эры.

### Скифское городище
Скифы поселились на месте городища, после того как утвердилось Позднескифское государство со столицей Неаполь Скифский, конец II и начало I века до нашей эры. Уже по устоявшейся форме, скифы, захватив херсонесские колонии-усадьбы сразу же начинали возводить защитные фортификации. Они выкопали ров и насыпали вал, который обустроили камнем со стороны поселения и оперли об оборонительную стену херсонесской усадьбы. Хозяйственные каменные дома в городище сводились от времен II веком до нашей эры и до упадка скифских городищ — I веком нашей эры. Найдены три круглые полуземлянки, и в одной из тех, которая лучше всего сохранилась четко просматриваются яма для огня, каменная лавка и обложенные камнями стены. Дополнительно открыты пять скифских хозяйственных ям, указывающих на оседлый образ жизни этих скифов поселенцев, и были заполнены обломками лепных горшоков (очевидно в них хранились рыбные и масляные запасы, вино), в которых нуждались виноделы и земледельцы для вывоза вина и хлеба в другие города.
Самой интересной находкой, от времен скифского городища, оказались многочисленные глинобитные печи (найдено 18 штук с южной стороны поселения), в которых скифы обжигали керамику. Такое большое количество печей указывает на существенные торговые связи поселения и, вероятно, именно с греческими поселениями Керкинитидой и Херсонесом которые больше всего нуждались в керамических изделиях. Эти глинобитные печи были круглыми (в диаметре от 1 до 3 метров). Но в I веке до нашей эры вся территория с печами была засыпана и покрыта золой, что утвердило ученых в упадке городища именно в это время.

### Влияние сарматов и кочевников
Раннее средневековье началось для Крыма нашествием кочевых племен. Вероятно, что какая-то группа сарматских племен поселилась на месте городища. Подтверждением тому являются находки археологов: остатки каменных стен и фрагменты керамики VIII-X века нашей эры.

### Археологические экспедиции
- Первооткрывателем городища считается директор Херсонесского музея Лаврентий Алексеевич Моисеев в 1928 году, отправившись в произведения путешествие по Западному Крыму (из Севастополя в Ак-Мечеть) наткнулся на остатки греческой оборонительной стены.
- Первым археологом, кто описал древнюю находку был Павел Николаевич Шульц, который разведывал Тарханкутский полуостров в 1933 году и провел подробнее исследования местности.
- После обнародования данных Шульца, городище заинтересовало и других археологов, а именно: А. Н. Щеглова, О. Д. Дашевскую, А. С. Голенцова.
- В последние времена крупнейшее исследование городища провели Кульчукская экспедиция института истории и археологии АН СССР, которой руководил Голенцов и Западно-Крымская экспедиция НА АН УССР под руководством Сергея Ланцова. В течение исследования они начали охранные раскопки береговой части городища, обнаружили три исторических этапа развития городища (греческий, скифский и раннесредневековый), раскрыли около 1000 метров квадратных всей площади (углубляясь в поверхность от 1,5 метра до 4 метров)[8].
- Начиная с 2000-х годов раскопки на Кульчукском городище проводятся систематически, ежегодно. Инициатором этих исследований выступает глава Донузлавской экспедиции Сергей Ланцов, кандидат исторических наук, старший научный сотрудник Института археологии Национальной академии наук Украины[9].

## Современное состояние
В XXI веке украинские чиновники занесли Кульчукское городище в число памятников археологии государственного значения, но охраны объект не имеет никакой. Иногда этим пользуются «черные археологи».